# Expedición de la escuadra chilena al Callao
La expedición de la escuadra chilena al Callao fue una fallida operación de la armada de Chile durante la guerra del Pacífico. Esta expedición tuvo como misión buscar un enfrentamiento directo entre la escuadra chilena y la escuadra de la marina de guerra del Perú supuestamente fondeada en el puerto del Callao, puerto principal del Perú. La misión resultó infructuosa debido a que, al momento de arribar los buques chilenos al Callao, el grueso de la fuerza peruana no se encontraba en el puerto.

## Las opciones del mando chileno
El 25 de abril de 1879, el presidente del gabinete de ministros, Antonio Varas, mandó un oficio al general de división Justo Arteaga, comandante del Ejército de Operaciones del Norte en Antofagasta, y al contraalmirante Juan Williams, comandante de la Escuadra en Iquique, en donde les pedía la opinión sobre 2 planes del gobierno: el bloqueo del Callao o la ocupación de Iquique con un ejército. El 9 de mayo, el contraalmirante Williams se pronunció contra el bloqueo del Callao, porque la existencia de la isla de San Lorenzo da dos salidas, hacían muy difícil un bloqueo eficaz de ese puerto. Williams ya tenía en mente ejecutar un acto violento en Iquique.
El gobierno envió a Francisco Puelma a Antofagasta, el 6 de mayo, para que coordine con Rafael Sotomayor, secretario de la escuadra chilena, la elaboración de un plan de operaciones y apresurar la organización del Ejército. Sotomayor viajó a Antofagasta desde Iquique en el blindado Cochrane. A su regreso a Iquique, el Cochrane tocó Huanillos y Pabellón de Pica, destruyendo o capturando las pocas lanchas que se habían salvado de la primera incursión chilena. 
El contraalmirante Williams planeaba un ataque a la escuadra peruana en el Callao y solo lo sabían su Estado Mayor y el capitán de fragata Manuel Thomson, comandante de la corbeta Esmeralda; era ignorado por los demás jefes y oficiales. Lo que lo decidió a Williams a expedicionar al Callao, fue que el 15 de mayo se reincorporó el Cochrane a la escuadra chilena en Iquique y la llegada a Iquique del transporte Matías Cousiño, que el gobierno chileno fletó a la Compañía Explotadora de Lota y Coronel el 12 de mayo para que sirviera como carbonero a la escuadra. Junto con el Matías Cousiño, llegaron a incorporarse a la escuadra chilena la cañonera Covadonga y la corbeta Abtao y un cargamento de municiones y torpedos de botalón. Williams determinó que la Esmeralda y la Covadonga se quedaran en Iquique para preservar el bloqueo, pero como deseaba contar con el capitán Thomson en su expedición al Callao, reorganizó los mandos navales. Thomson asume el mando del Abtao, mientras el capitán de fragata Arturo Prat, comandante de la Covadonga, asume el de la Esmeralda y el capitán de corbeta Carlos Condell, comandante de la Abtao, pasó a ser comandante de la Covadonga.
También el 15 de mayo, la Esmeralda disparó a tierra; uno de sus tiros averió la máquina de resacar agua e hirió a 2 trabajadores, otro perforó la chimenea de la misma fábrica y otro estalló en el estanque del gasómetro.

## La expedición al Callao
Sólo después que el vapor de la carrera hubo zarpado de Iquique al sur el 15 de mayo, confió el contraalmirante Williams a Rafael Sotomayor, pero bajo reserva, su plan de ir a atacar al Callao. Llamó Williams al capitán Prat y le entregó una carta cerrada con la orden de abrirla sólo el 20 de mayo, al mismo tiempo le encargó mantener el bloqueo mientras se ausentara la escuadra. El pliego cerrado que el Almirante había confiado al Capitán Prat contenía un breve aviso del objeto de la expedición de la Escuadra, dirigido a Prat, y un oficio, conteniendo el mismo aviso, que este debía enviar al Gobierno en primera oportunidad. Ese mismo día, envió el contraalmirante Williams a la Comandancia General de Marina, el aviso de que zarpaba con la Escuadra para establecer el bloqueo de Arica, pero junto iba una carta particular al jefe de dicha Comandancia, Eulogio Altamirano, en la que le explicaba que el adjunto oficio era sólo una estratagema a fin de que no llegue esta noticia al Perú, pero sin explicarle lo que trataba hacer. 
El 16 de mayo se realizan ensayos de los torpedos de botalón y a las 4 p. m., abandonan la rada de Iquique el Cochrane, Chacabuco, O'Higgins, Abtao y el carbonero Matías Cousiño con rumbo al oeste. Al día siguiente, luego que llegara el vapor Ilo de la Pacific Steam Navigation Company sin ningún mensaje para Williams o Sotomayor, zarpan del puerto el blindado Blanco Encalada y la cañonera Magallanes, dejando solo para el bloqueo de Iquique, a la Esmeralda y a la Covadonga. Todos los buques se reunieron a unas 40 millas al oeste de la costa e hicieron rumbo hacia las islas Hormigas de Afuera, a unas 30 millas al oeste del Callao, a velocidad de 6 nudos. En la noche del 17, el carbonero Matías Cousiño, al mando del marino británico Augusto Castleton, se perdió de vista frente a Camarones y la Escuadra siguió su derrota con la sola provisión de carbón que cada buque tenía a su bordo.

### Plan de ataque
El 18 de mayo, el contraalmirante Williams reveló su plan de ataque al Callao a sus subalternos. Este consistía en dividir a la escuadra en las siguientes secciones:
- 1.ª Sección: Blanco Encalada, Cochrane y Abtao
- 2ª Sección: Chacabuco, O'Higgins y Magallanes
- Sección especial: lanchas torpedo
- Apoyo logístico: Matías Cousiño

La sección especial estaba conformada por las lanchas del Blanco Encalada, Cochrane y Chacabuco que estaban armadas con torpedos de botalón.
La táctica consistía en un ataque sorpresivo entre las 2 y 3 de la mañana o antes si fuera posible, en oscurecimiento total, usando el Abtao como brulote. El Abtao con un mínimo de tripulación, al mando del capitán Thomson y cargado con 200 quintales de pólvora, se colocaría entre los buques de guerra peruanos y las baterías del puerto del Callao, prendería fuego a la mecha que debía producir la explosión, haría de repente una descarga con sus 3 cañones de 150 libras y la tripulación escaparía en la lancha a vapor del buque; por cohetes se daría a conocer si la línea de buques peruanos estaba orientada norte - sur o este - oeste. Aprovechando la luz del incendio, el Blanco y el Cochrane usarían su artillería contra los buques peruanos, preparándose para usar sus espolones y si fuere posible, disparar a la población. Las lanchas se deslizarán suavemente y con todo el sigilo posible entre los buques enemigos, y eligiendo el momento oportuno, aplicarían sus torpedos con preferencia contra los blindados y monitores peruanos. La 1.ª Sección y la Sección especial se replegarían a la 2ª Sección previa señal de cohetes del Cochrane.
La 2ª Sección estaría a retaguardia de la 1.ª Sección y al incendiarse el Abtao, se dispararían contra las baterías y la población, evitando acercarse a menos de 2 mil metros , cuidando de no dañar buques extranjeros. La Magallanes maniobraría par aprestar auxilio y recoger náufragos luego de incendiarse la Abtao. El Matías Cousiño estaría a retaguardia, listo para auxiliar a cualquier buque que lo solicitase.

### Las defensas del Callao
Desde antes de que se iniciara la guerra, el Callao estaba artillado con 8 piezas pesadas. El 21 de mayo de 1879 tenía la distribución siguiente, de sur a norte:
- Batería Santa Rosa, con 2 cañones Blakely de a 500 libras.
- Torre de La Merced, al inicio de La Punta, con 2 cañones Armstrong de a 300 libras, en una torre giratoria blindada.
- Batería Ayacucho, con 2 cañones Blakely de a 500 libras.
- Torre de Junín, altura de la actual Base Naval, con 2 cañones Armstrong de a 300 libras, en una torre giratoria blindada.

Además, contaba con los buques de guerra anclados: la corbeta Unión, la cañonera Pilcomayo, los monitores Manco Cápac y Atahualpa.

### Llegada al Callao
La escuadra chilena llegó a islas Hormigas el 21 y en la noche se acercó a 8 millas de la isla San Lorenzo, echándose al agua las lanchas con torpedos, pero llegan el 22 a las 4:30 a. m. y el contraalmirante Williams aprecia que no están los blindados peruanos. Las lanchas recogieron un bote de un pescador italiano, cuyos tripulantes decían que los blindados peruanos, acompañados por 3 transportes, habían salido para el sur hacía ya cuatro días, y que llevaban tropas del Ejército a bordo.
Las naves chilenas fueron avistadas en el Callao a las 6 a. m. La cañonera peruana Pilcomayo fue a reconocerlas a las 7:30 a. m. y regresó a las 8:30 a. m., informando sobre las naves chilenas, incluyendo a la Esmeralda. La presencia de la escuadra chilena en el Callao, movilizó a muchos oficiales de Lima al Callao, entre los que estaban el teniente coronel peruano Elías Latorre, hermano del comandante de la Magallanes, el capitán de fragata chileno Juan José Latorre.
Al no encontrar la escuadra chilena a los blindados peruanos, se retiró a las 9:45 a. m. sin efectuar acción bélica alguna. La Pilcomayo salió a vigilarlos a las 11 a. m. y regresó a las 2 p. m., informando que la escuadra chilena viajaba al sur a toda velocidad.
El 23 a las 2:45 a. m., fondeó en el Callao, proveniente de Pacocha, el transporte Limeña. Esta nave peruana, había salido en convoy con los blindados el 16, pero fue destacada el 19 a Pacocha.

## El regreso a Iquique
En un principio, el contraalmirante Williams pensó en dividir en dos a la escuadra: una con un blindado y las dos corbetas O’Higgins y Chacabuco y la otra con el otro blindado, la Magallanes y el Abtao, para que una de estas divisiones se apresurara en llegar a Iquique en auxilio de la Esmeralda y Covadonga, mientras que la otra División iría a Arica en busca de la Escuadra peruana. La falta de carbón de los buques no hizo posible este plan.
El 25 de mayo, la escuadra chilena hizo escala en San Nicolás, donde todo el carbón de las corbetas Chacabuco y O'Higgins pasó al Cochrane y Magallanes. Las corbetas iniciaron en altamar viaje a vela; la O'Higgins a Valparíso, para mantenimiento y cambio de calderas, a donde llegó el 14 de junio, mientras la Chacabuco a Iquique, para reunirse con la escuadra.
El 26 en la tarde, la Magallanes interceptó al vaporcito Ballestas, obteniendo noticias de los combates de Iquique y Punta Gruesa.

### Incursión a Mollendo
La noticia de los combates del 21 fue confirmado por Domingo Godoy, nombrado ministro plenipotenciario de Chile en Colombia y que viajaba en el vapor Amazonas de la Pacific Steam Navigation Company, que fue interceptado en Mollendo, el 28 de mayo. 
La Magallanes y la Abtao intentaron el 28, cortar el cable submarino en Mollendo sin éxito y bombardearon el puerto, tras lo cual se retiraron.
El 28, el transporte peruano Limeña, que viajaba a Mollendo de norte a sur, se encontró con el transporte Amazonas, que viajaba de sur a norte, huyendo al avistarlo. Debido a esto, el Limeña evitó entrar a Mollendo ese mismo día, haciéndolo el 29, cuando la escuadra chilena ya se había retirado. A las 7:30 p. m. del 29, cuando la Limeña se dirigía a Arica, se encontró con la Magallanes, la que la persiguió por casi 1 hora sin darle alcance.

### Encuentro con el Huáscar
El Huáscar regresó a Iquique para desembarcar al capitán de fragata Ramón Freyre, que había sido herido por esquirlas en las piernas, conjuntamente con el cirujano mayor Santiago Távara, quien le daba tratamiento médico. Llegó a ese puerto al anochecer del 29 y acordaron que el Huáscar pasaría la noche en alta mar para retornar a puerto con la luz del día para recoger a los desembarcados y recibir nuevas órdenes. Pero cuando el Huáscar regresó a Iquique, avistó en la entrada del puerto, el 30 de mayo, a los blindados Blanco Encalada y Cochrane, a la corbeta Abtao y a la cañonera Magallanes. Fue perseguido por el Blanco y la Magallanes desde las 7 a. m. hasta las 3 p. m., pues el Cochrane y el Abtao se quedaron atrás por falta de carbón, suspendiéndose la persecución porque el Blanco tenía solo 15 toneladas de carbón y la Magallanes para dos días de cocina. Mientras el Huáscar puso rumbo a Pacocha, a las 4:45 p. m., en las cercanías de Arica, avistó un vapor, era el carbonero Matías Cousiño, acercándose ambos a reconocerse y a las 6:20 p. m., el Huáscar empieza su persecución hasta las 7:50 p. m., en que se desistió de ella.

### Llegada a Iquique
El 31 de mayo, fondeó nuevamente la escuadra chilena en Iquique. Primero, el Cochrane que remolcaba a la Abtao y luego, el Blanco Encalada y la Magallanes que venían de perseguir al Huáscar. Ese mismo día, ingresó el carbonero  Matías Cousiño, que procedió a abastecer de carbón a todos los buques, recuperando estos sus operatividad y se procedió a reiniciar el bloqueo de Iquique el 1 de junio.